# Paul Ragusa
Paul Ragusa (ur. 24 maja 1971) – kanadyjski zapaśnik w stylu wolnym. Olimpijczyk z Atlanty 1996, gdzie zajął szesnaste miejsce w kategorii 48 kg
Jedenaste miejsce na mistrzostwach świata w 1995 i 1999. Trzeci w Pucharze Świata w 1993, 1995 i 1997; piąty w 1994 i 1999. Zdobył dwa srebrne medale na igrzyskach panamerykańskich w 1995 i 1999 i dwa brązowe na mistrzostwach panamerykańskich w 1990 i 1998 roku. Srebrny medal Igrzysk Wspólnoty Narodów w 1994 roku.